# Susuz Yaz
Susuz Yaz (turco por "verão sem água") é um filme de drama turco de 1964 dirigido por Metin Erksan. O filme é uma adaptação da novela homônima de Necati Cumalı. Foi selecionado como representante da Turquia à edição do Oscar 1965, organizada pela Academia de Artes e Ciências Cinematográficas.

## Elenco
- Erol Taş - Osman
- Hülya Koçyiğit - Bahar
- Ulvi Doğan - Hasan
- Alaettin Altıok
- Hakkı Haktan
- Zeki Tüney
- Yavuz Yalınkılıç